# Chironephthya caribaea
Chironephthya caribaea is een zachte koraalsoort uit de familie Nidaliidae. De wetenschappelijke naam van de soort werd in 1936 gepubliceerd door Elisabeth Deichmann.